# Golden State Warriors 2004-2005
La stagione 2004-05 dei Golden State Warriors fu la 56ª nella NBA per la franchigia.
I Golden State Warriors arrivarono quarti nella Pacific Division della Western Conference con un record di 34-48, non qualificandosi per i play-off.

## Risultati
| Team                 | W  | L  | PCT. | GB |
| -------------------- | -- | -- | ---- | -- |
| Phoenix Suns         | 62 | 20 | 75,6 | -  |
| Sacramento Kings     | 50 | 32 | 61,0 | 12 |
| Los Angeles Clippers | 37 | 45 | 45,1 | 25 |
| Sacramento Kings     | 34 | 48 | 41,5 | 28 |
| Los Angeles Lakers   | 34 | 48 | 41,5 | 28 |

## Roster
| N° | Naz.                           | Ruolo | Sportivo               | Anno | Alt. | Peso \|\| |
| -- | ------------------------------ | ----- | ---------------------- | ---- | ---- | --------- |
| 1  | Stati Uniti (bandiera)         | A     | Troy Murphy            | 1980 | 211  | 111       |
| 2  | Francia (bandiera)             | GA    | Mickaël Piétrus        | 1982 | 198  | 98        |
| 3  | Stati Uniti (bandiera)         | AC    | Clifford Robinson      | 1966 | 208  | 102       |
| 3  | Stati Uniti (bandiera)         | A     | Rodney White           | 1980 | 206  | 108       |
| 4  | Stati Uniti (bandiera)         | G     | Derek Fisher           | 1974 | 185  | 91        |
| 5  | Stati Uniti (bandiera)         | G     | Baron Davis            | 1979 | 191  | 95        |
| 5  | Stati Uniti (bandiera)         | A     | Ansu Sesay             | 1976 | 206  | 102       |
| 6  | Rep. Dominicana (bandiera)     | G     | Luis Flores            | 1981 | 188  | 91        |
| 10 | Stati Uniti (bandiera)         | G     | Speedy Claxton         | 1978 | 180  | 75        |
| 11 | Serbia e Montenegro (bandiera) | A     | Žarko Čabarkapa        | 1981 | 211  | 107       |
| 15 | Lettonia (bandiera)            | C     | Andris Biedriņš        | 1986 | 211  | 109       |
| 20 | Georgia (bandiera)             | A     | Nik'oloz Tskit'ishvili | 1983 | 213  | 102       |
| 21 | Messico (bandiera)             | A     | Eduardo Nájera         | 1976 | 203  | 109       |
| 23 | Stati Uniti (bandiera)         | G     | Jason Richardson       | 1981 | 198  | 100       |
| 31 | Stati Uniti (bandiera)         | C     | Adonal Foyle           | 1975 | 208  | 113       |
| 32 | Stati Uniti (bandiera)         | A     | Dale Davis             | 1969 | 211  | 104       |
| 34 | Stati Uniti (bandiera)         | GA    | Mike Dunleavy          | 1980 | 206  | 100       |
| 40 | Stati Uniti (bandiera)         | GA    | Calbert Cheaney        | 1971 | 201  | 95        |

## Staff tecnico
- Allenatore: Mike Montgomery
- Vice-allenatori: Keith Smart, Russell Turner, Mario Elie, Terry Stotts
- Preparatore atletico: Tom Abdenour
- Assistente preparatore atletico: Frank Bernard
- Direttore dello sviluppo atletico: Mark Grabow
- Preparatore fisico: John Murray